# Zambia na Mistrzostwach Świata w Lekkoatletyce 2022
Zambia na Mistrzostwach Świata w Lekkoatletyce 2022 – reprezentacja Zambii podczas mistrzostw świata w Eugene liczyła 2 zawodników, występujących w 2 konkurencjach.

## Skład reprezentacji

### Mężczyźni
| Zawodnik     | Konkurencja   | Eliminacje   | Eliminacje | Półfinał | Półfinał | Finał | Finał   | Źródło      |
| Zawodnik     | Konkurencja   | Wynik        | Pozycja    | Wynik    | Pozycja  | Wynik | Pozycja | Źródło      |
| ------------ | ------------- | ------------ | ---------- | -------- | -------- | ----- | ------- | ----------- |
| M. Samukonga | bieg na 400 m | 45,82 (,812) | 15. Q      | 45,02    | 9.       | NQ    | NQ      | [ 1 ] [ 2 ] |

### Kobiety
| Zawodniczka      | Konkurencja   | Elimincje | Elimincje | Półfinał | Półfinał | Finał | Finał   | Źródło |
| Zawodniczka      | Konkurencja   | Wynik     | Pozycja   | Wynik    | Pozycja  | Wynik | Pozycja | Źródło |
| ---------------- | ------------- | --------- | --------- | -------- | -------- | ----- | ------- | ------ |
| Niddy Mingilishi | bieg na 400 m | 52,84     | 37.       | NQ       | NQ       | NQ    | NQ      | [ 3 ]  |